# Мисьонес (департамент)
Мисьо́нес (исп. Misiones) — департамент в южной части Парагвая, занимает территорию в 9 556 км². Население — 101 783 чел. (2002), административный центр — город Сан-Хуан-Баутиста.

## География
Южную границу департамента образует река Парана, являющаяся важным водным путём региона. Северную границу образует река Тебикуари. Территория региона относительно ровная и плоская.

## Административное деление
В административном отношении делится на 10 округов:

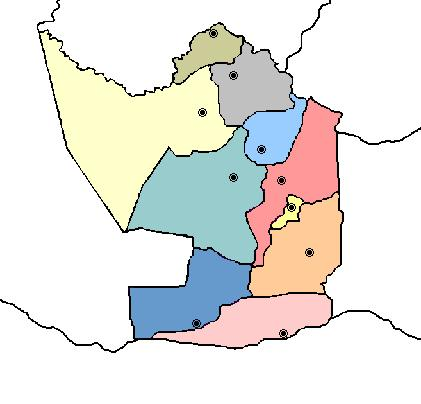
Округа департамента Мисьонес.

| №  | Округа                                | Площадь, км² | Население, чел. (2002) |
| -- | ------------------------------------- | ------------ | ---------------------- |
| 1  | Айёлас (Ayolas)                       | 1 060        | 15 219                 |
| 2  | Сан-Игнасио (San Ignacio)             | 2 020        | 50 468                 |
| 3  | Сан-Хуан-Баутиста (San Juan Bautista) | 2 300        | 16 563                 |
| 4  | Сан-Мигэль (San Miguel)               | 540          | 5 253                  |
| 5  | Сан-Патрисио (San Patricio)           | 190          | 3 570                  |
| 6  | Санта-Мария (Santa María)             | 520          | 7 385                  |
| 7  | Санта-Роса (Santa Rosa)               | 1 010        | 17 612                 |
| 8  | Сантьяго (Santiago)                   | 740          | 6 753                  |
| 9  | Вилья-Флорида (Villa Florida)         | 196          | 2 576                  |
| 10 | Ябебири (Yabebyry)                    | 984          | 2 854                  |

## Экономика

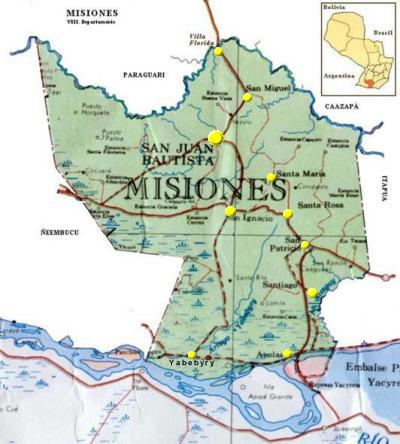

Развито разведение крупного рогатого скота, имеется также свиноводство, овцеводство и птицеводство, хотя и в меньшей степени. Сельскохозяйственные угодья расположены в основном в центральной и северной частях департамента, основные культуры: кукуруза, рис, сахарный тростник, соя, апельсины и др.